# South Polar Times
Il South Polar Times è stata la rivista delle spedizioni di Robert Falcon Scott in Antartide. Uscito presso l'editore londinese Smith, Elder & Co in tre volumi, i primi due coprono le vicende della spedizione Discovery (1901-04) mentre il terzo tratta della prima parte della spedizione Terra Nova (1910-13).
La tiratura originale è stata di 250 copie per i volumi I e II e di 350 per il III.
L'attuale newsletter della base antartica statunitense Amundsen-Scott è chiamata New South Polar Times.